# 2 dage i Kabul 1980
2 dage i Kabul 1980 er en dansk dokumentarfilm fra 1980 instrueret af Ib Makwarth.

## Handling
Den 25. februar 1980 forlangte præsident Jimmy Carter, at alle sovjetiske tropper skulle være ude af Afghanistan inden 2 dage. Instruktøren Ib Makwarth rejste med et filmhold ned for at filme begivenhederne.